# Thyrosticta bimacula
Thyrosticta bimacula là một loài bướm đêm thuộc phân họ Arctiinae, họ Erebidae.